# Robotik

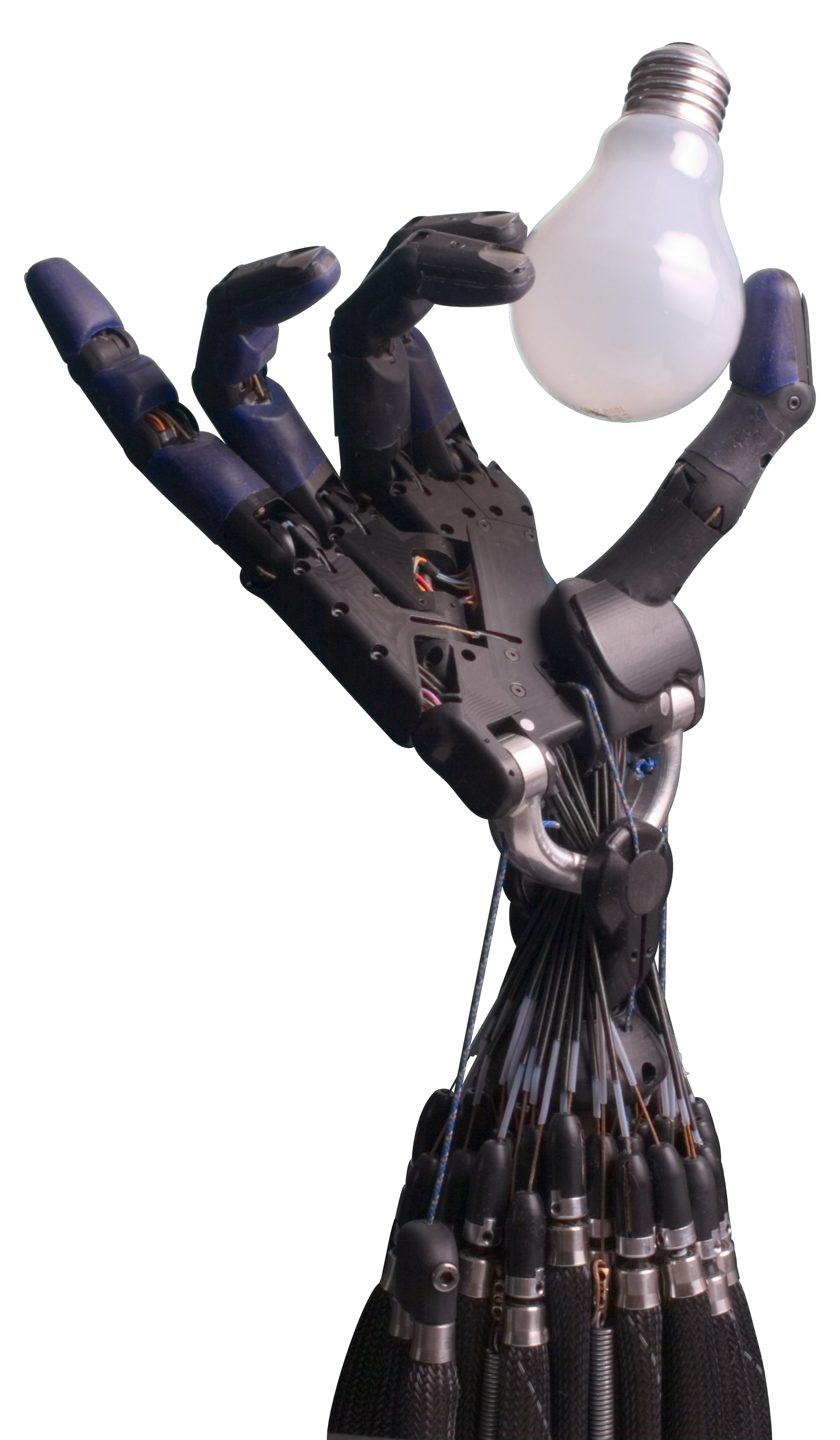
Shadow Dexterous Robot Hand

Das Themengebiet der Robotik (auch Robotertechnik) befasst sich mit dem Versuch, das Konzept der Interaktion mit der physischen Welt auf Prinzipien der Informationstechnik sowie auf eine technisch machbare Kinetik zu reduzieren. Der Begriff des „Roboters“ beschreibt dabei eine Entität, welche diese beiden Konzepte in sich vereint, indem sie die Interaktion mit der physischen Welt auf der Basis von Sensoren, Aktuatoren und Informationsverarbeitung umsetzt. Kernbereich der Robotik ist die Entwicklung und Steuerung solcher Roboter. Sie umfasst Teilgebiete der Informatik (insbesondere von Künstlicher Intelligenz), der Elektrotechnik und des Maschinenbaus. Ziel der Robotik ist es, durch Programmierung ein gesteuertes Zusammenarbeiten von Roboter-Elektronik und Roboter-Mechanik herzustellen. 
Den Begriff erfunden und geprägt hat der Science-Fiction-Autor Isaac Asimov, erstmals erwähnt wurde er in dessen Kurzgeschichte Runaround (dt. Herumtreiber) im März 1942 im Astounding-Magazin. Nach Asimovs Definition bezeichnet Robotik das Studium der Roboter oder auch der Maschinen.

## Geschichte

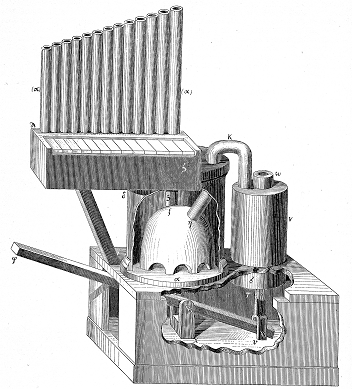
Wasserorgel von Heron von Alexandria

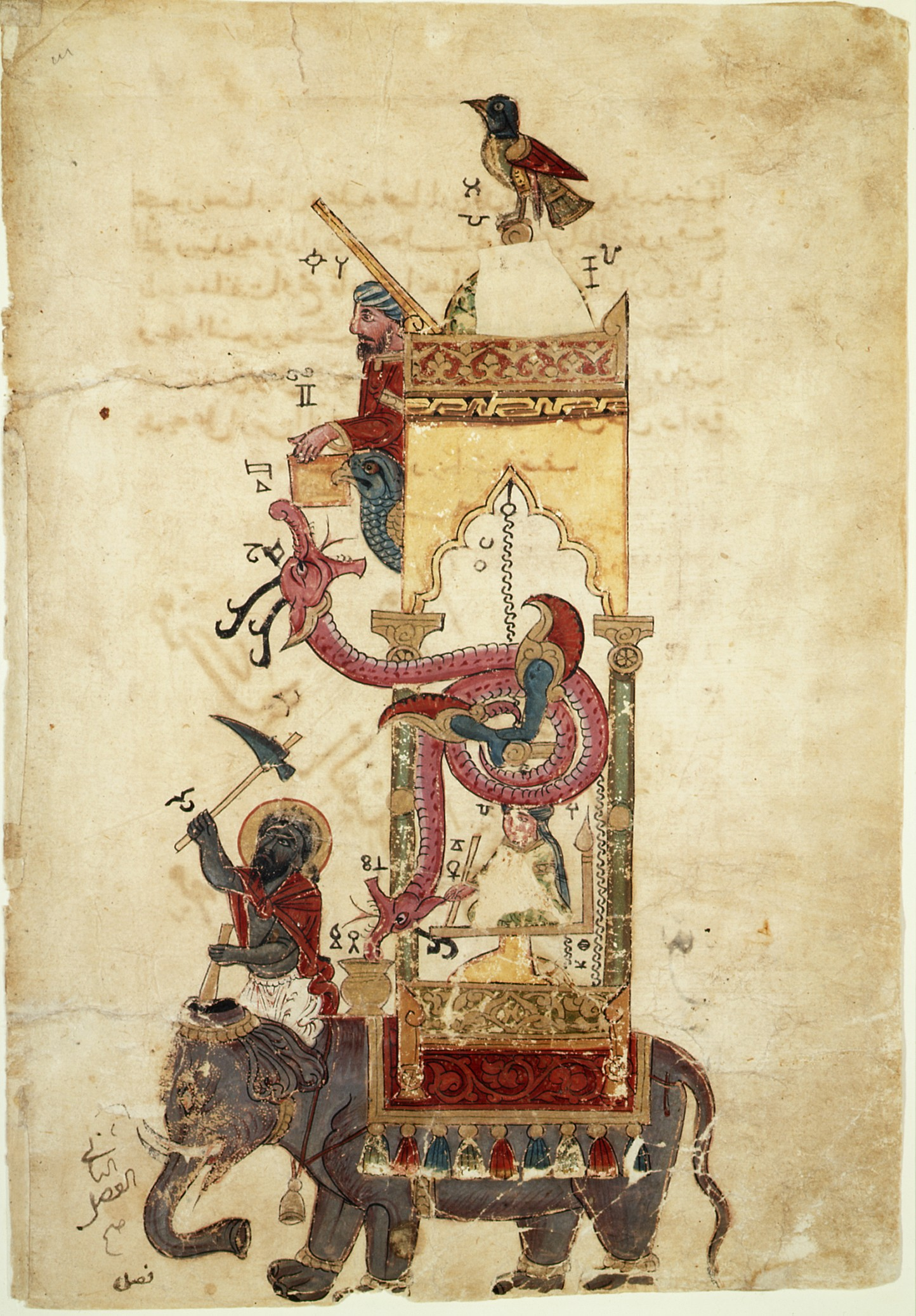
Elefantenuhr des al-Dschazarī aus einer Automata

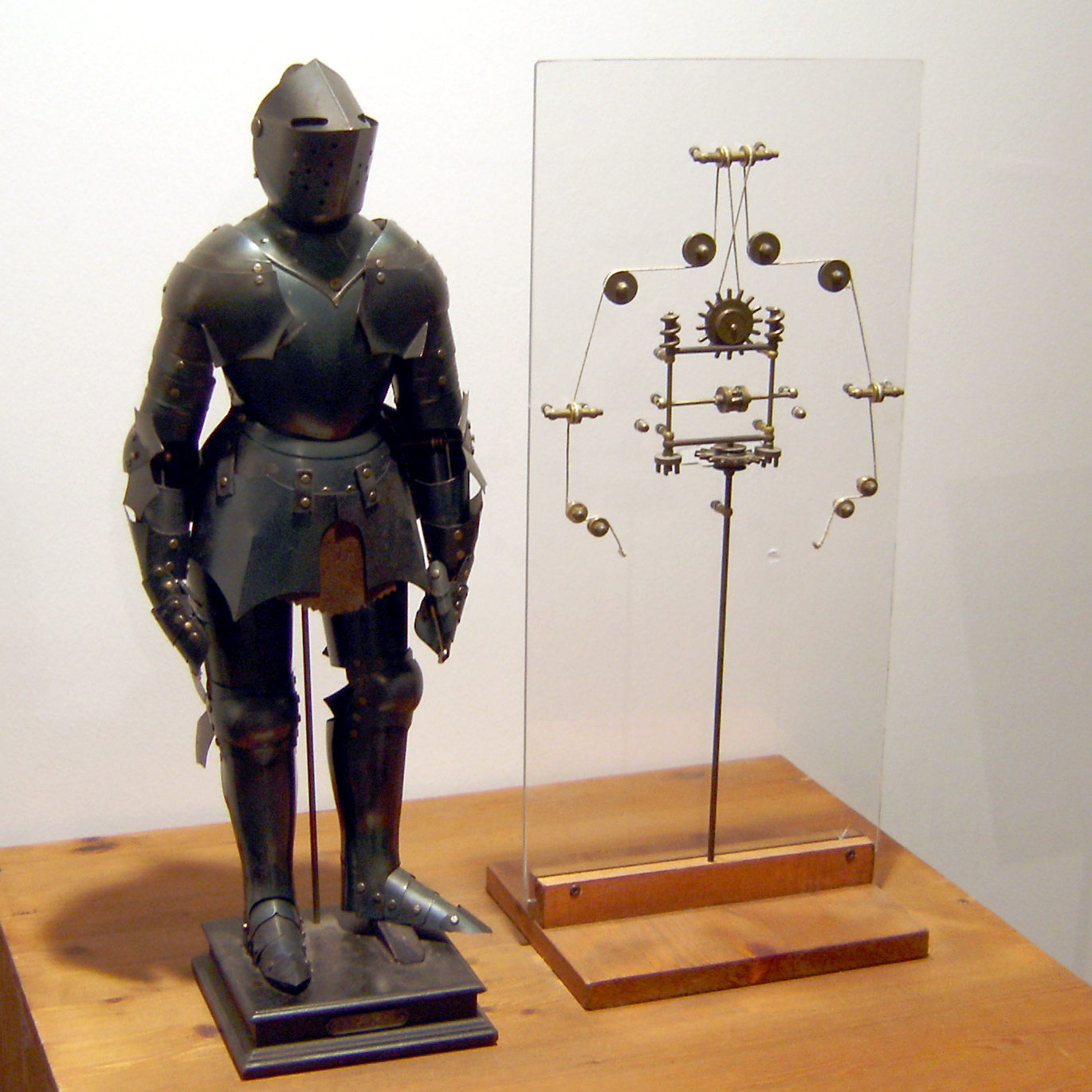
Robotermodell basierend auf Zeichnungen von Leonardo da Vinci

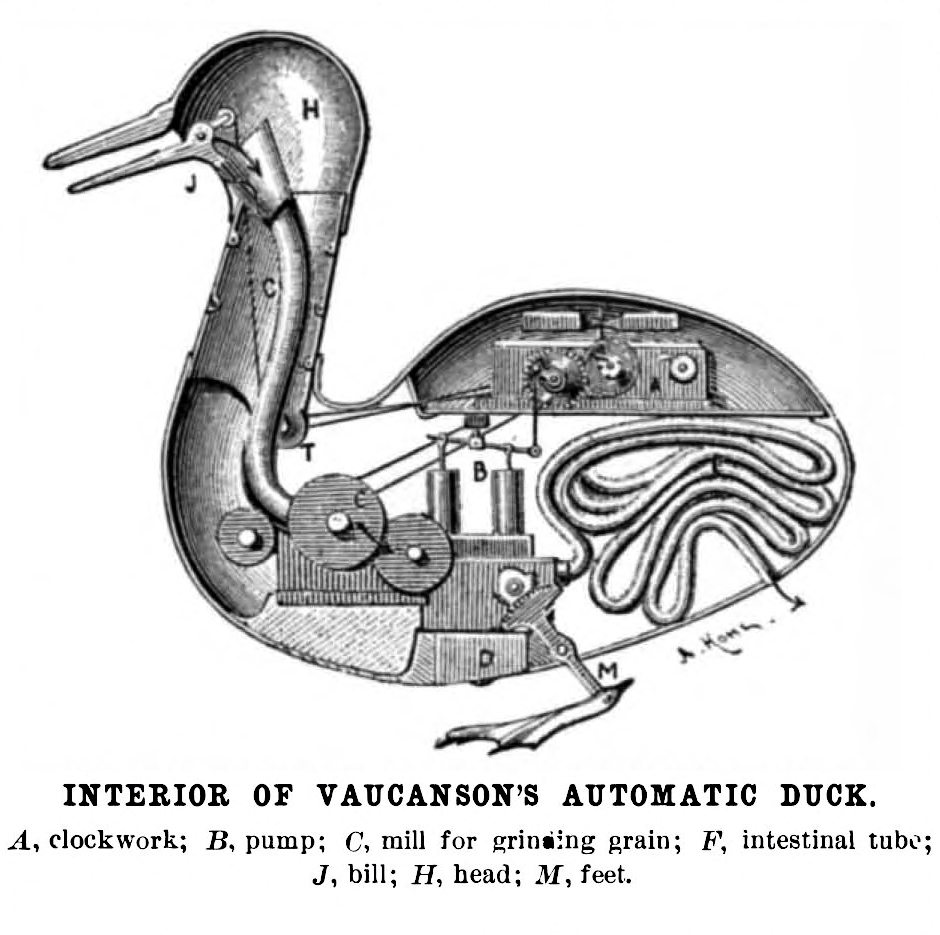
Automatische Ente von Jacques de Vaucanson

Schon in der Antike wurden erste Versuche mit Automaten durchgeführt. Bekannt sind etwa automatische Theater- und Musikmaschinen, erdacht durch Heron von Alexandria. Mit dem Niedergang der antiken Kulturen verschwanden temporär auch die wissenschaftlichen Erkenntnisse dieser Zeit (vgl. Bücherverluste in der Spätantike). Um 1205 verfasste Al-Dschazarī, Muslim-arabischer Ingenieur und Autor des 12. Jahrhunderts, sein Werk über mechanische Apparaturen, die Kitāb fī maʿrifat al-Hiyal al-handasīya „Buch des Wissens von sinnreichen mechanischen Vorrichtungen“, das auch als „Automata“ im westlichen Kulturbereich bekannt wurde. In diesem Werk bekundet er, dass er es für das Reich der Ortoqiden geschrieben habe. Er erstellte frühe humanoide Automaten, und einen Band über programmierbare (interpretierbar als Roboter, Händewasch-Automat, Automatisierte Verschiebung von Pfauen). Leonardo da Vinci soll von den klassischen Automaten von Al-Dschazarī beeinflusst worden sein. So sind von ihm Aufzeichnungen und Skizzen aus dem 15. Jahrhundert bekannt, die als Pläne für Androiden interpretiert werden können. Der technische Kenntnisstand reichte allerdings nicht aus, um derartige Pläne zu realisieren. Um 1740 konstruierte und erbaute Jacques de Vaucanson einen flötenspielenden Automaten, eine automatische Ente sowie den ersten programmierbaren vollautomatischen Webstuhl. In der Literatur wird letzterer Verdienst oft auch Joseph-Marie Jacquard 1805 zugeschrieben.
Ende des 19. Jahrhunderts wurden der Robotik zurechenbar Anstrengungen im Militärwesen unternommen (fernbedienbare Boote, Torpedosteuerungen). Der Schriftsteller Jules Verne schrieb eine Geschichte über eine Menschmaschine. 1920 führte der Schriftsteller Karel Čapek den Begriff Roboter für einen Androiden ein. Nach Ende des Zweiten Weltkrieges erfuhr der Bereich der Robotik rasante Fortschritte. Ausschlaggebend dafür waren die Erfindung des Transistors 1947 in den Bell Laboratories, integrierte Schaltkreise und in weiterer Folge die Entwicklung leistungsstarker und platzsparender Computer.
Ab etwa 1955 kamen erste NC-Maschinen auf den Markt (Geräte zur Steuerung von Maschinen) und 1954 meldet George Devol in den USA ein Patent für einen programmierbaren Manipulator an. Dieses Datum gilt als Geburtsstunde für die Entwicklung von Industrierobotern. Devol war auch Mitbegründer der Firma Unimation, die 1960 den ersten hydraulisch betriebenen Industrieroboter vorstellte. 1968 wird am MIT der erste mobile Roboter entwickelt.
In Deutschland wurde die Robotertechnik erst ab Anfang der 1970er Jahre produktiv eingesetzt.
Um 1970 wurde auch der erste autonome mobile Roboter Shakey (der Zittrige) am Stanford Research Institute entwickelt.
Im Jahr 1973 wurde an der Waseda-Universität Tokio die Entwicklung des humanoiden Roboters Wabot-1 gestartet.
Im selben Jahr baute der deutsche Robotikpionier KUKA den weltweit ersten Industrieroboter mit sechs elektromechanisch angetriebenen Achsen, bekannt als FAMULUS. Ein Jahr später (1974) stellte die schwedische ASEA ihren vollständig elektrisch angetriebene Roboter (IRb6) vor.
Im Jahr 1986 startete Honda das Humanoid Robot Research and Development Program. Ergebnis waren die humanoiden Roboterversionen P1 bis P3. Eine Weiterentwicklung stellte Honda 2004 in Form des humanoiden Roboter ASIMO vor.
1997 landete der erste mobile Roboter auf dem Mars (Sojourner).
Auch die Spielzeugindustrie hat sich der Robotik nicht verschlossen. Beispiele für derartige Erzeugnisse sind Lego Mindstorms, iPitara, Robonova oder der Roboterhund Aibo der Firma Sony.

## Robotik und Ethik
Die immer weiter zunehmende Automatisierung und Digitalisierung, verbunden mit ebenfalls wachsender Erfassung und zunehmendem Austausch von Daten („Big Data“) erfordert nach Auffassung von Zukunftsforschern und Philosophen grundlegende Fragestellungen zur Rolle der Menschen in diesem Prozess und in diesen Zusammenhängen. Bereits 1942 formulierte z. B. Asimov einen entsprechenden Kodex, die „Roboter-Gesetze“.

## Robotik heute

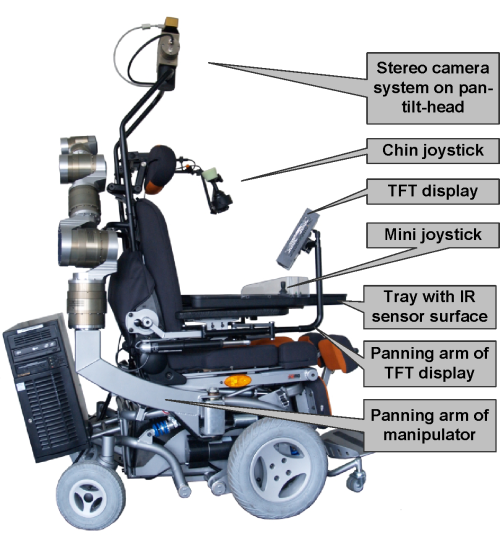
Assistenzroboter FRIEND

Die Robotik ist eine wissenschaftliche Disziplin, die sich mit der Entwicklung von Robotern beschäftigt. Dabei spielen die mechanische Gestaltung, die Regelung und die elektronische Steuerung eine wesentliche Rolle.
Die mechanische Modellierung eines Roboters basiert meistens auf Methoden der Mehrkörpersysteme bzw. Mehrkörperdynamik, während der Entwurf der Regelung für Roboter dem Gebiet der Automatisierungstechnik entstammt.
Es werden mittlerweile alternative Techniken zum Rad als Fortbewegungsmittel in der menschlichen Umgebung erforscht, wie zum Beispiel das Gehen auf sechs, vier, zwei oder auch einem Bein. Während Industrieroboter in einer auf sie angepassten Arbeitswelt meist handwerkliche oder Handhabungs-Aufgaben erledigen, sollen andersartige Serviceroboter Dienstleistungen für und am Menschen erbringen. Dazu müssen sie sich in der menschlichen Umgebung bewegen und zurechtfinden können, was Gegenstand wissenschaftlicher Forschung ist.
Wie ein Spiel anmutend, aber mit ernsthafter wissenschaftlicher Forschung als Hintergrund sind Roboter-Fußballspiele zwischen Mannschaften gleichartiger Roboter. Ziel der Forscher ist es bis 2050 eine Fußballmannschaft aus autonomen zweibeinigen Robotern zu entwickeln, die gegen den Fußball-Weltmeister antreten kann.
Industrieroboter werden meist in für den Menschen zu gefährlichen oder unzumutbaren Umgebungen eingesetzt, oder erledigen heute stupide Fließbandarbeit schneller und wesentlich genauer als Arbeiter. Roboter können Menschen in immer mehr Bereichen ersetzen (Automatisierung). Autos werden heutzutage mit starker Beteiligung von Robotern gebaut, und auch ein moderner Mikroprozessor wäre ohne einen Roboter nicht mehr herstellbar.
Serviceroboter werden seit einiger Zeit eingesetzt, um den Menschen den Alltag zu erleichtern oder um sie zu unterhalten, wie zum Beispiel der Robosapien. Es gibt Haushalts-Roboter, die in der Lage sind, Staub zu saugen, den Boden zu wischen oder den Rasen zu mähen. Sie sind zwar nur auf eine einzige Aufgabe spezialisiert, können diese aber relativ autonom durchführen.
Forschungsroboter erkunden unter anderem ferne Planeten oder Katastrophengebiete und dringen in Vulkane oder Abwasserrohre vor.
AUVs werden für unterschiedlichste Detektionsmissionen im marinen Bereich verwendet. Es gibt Konzepte und erste Prototypen für Kryobots und Hydrobots die zukünftig in der Raumfahrt eingesetzt werden. Auch gibt es Überlegungen, Roboter für Proben-Rückhol-Missionen und Asteroidenbergbau einzusetzen.
In der Medizin werden Roboter für Untersuchungen, Operationen und Rehabilitation eingesetzt und verrichten einfache Aufgaben im Krankenhausalltag. Ein Prototyp für winzige Nanoroboter, die sich im Blutkreislauf bewegen können, wurden bereits 2004 an der ETH Zürich an einem Auge getestet. Sie werden durch Magnetfelder von außen gesteuert. Der Assistenzroboter FRIEND, der am Institut für Automatisierungstechnik der Universität Bremen entwickelt wurde, soll behinderte und ältere Personen bei den Aktivitäten des täglichen Lebens (zum Beispiel dem Zubereiten einer Mahlzeit) unterstützen und ihnen eine Reintegration ins Berufsleben ermöglichen.
Modulare Roboter-Baukastensysteme werden als physical rapid prototyping für mobile Serviceroboter vor allem im Forschungs- und Entwicklungsbereich eingesetzt. Der Ansatz komponentenbasierte, offene Schnittstellen zu wieder verwendbaren Hardware- und Softwaremodulen ermöglicht eine schnelle und kosteneffiziente Realisierung von Roboterprototypen. Gerade im Bereich der Servicerobotik erfordert die Komplexität der geforderten Aufgaben neue, dynamische, flexible und kostengünstige Ansätze bei der Entwicklung entsprechender Robotersysteme.
Erste Unterhaltungsroboter wie der Roboter-Hund Aibo von Sony sind ein Schritt zum elektronischen Haustier. Neben Aibo gibt es weitere Roboterprodukte der Spielzeug- und Unterhaltungsindustrie, die mit einem Computer in einer meist einfachen Sprache programmiert werden können, um zum Beispiel einer Lichtquelle oder einem Strich auf dem Boden zu folgen oder farbige Bauklötze zu sortieren.
Eine weitere Hobbyrichtung ist der Eigenbau von Robotern. Dies kann unterstützt durch vorbereitete Roboterbausätze erfolgen oder aber nach freier Fantasie. In diesem Fall muss man beispielsweise ein Auto-ähnliches Fahrzeug selbst konstruieren, mit geeigneten Sensoren Entfernungen zum Ziel oder die Farbe des Untergrundes bestimmen und aus diesen Messergebnissen einen Kurs ermitteln, den das Fahrzeug fahren soll. Die eigentliche Aufgabe besteht darin, die Sensordaten mit Geschwindigkeit und Richtung des Fahrzeugs zu verknüpfen. Das erfolgt in einem Mikrocontroller, der selbst programmiert werden muss. Die erforderliche Elektronik wird in unterschiedlicher Ausführung als C-Control oder Arduino angeboten. Bekannte, aber auch sehr aufwändige Vorbilder sind die Rover.
Viele fasziniert zum Beispiel der Bau von „Kampfrobotern“, die ferngesteuert mit martialischen Waffen einander zu zerstören versuchen. Da diese Maschinen ferngesteuert werden und keine nennenswerte eigene Intelligenz besitzen, handelt es sich dabei bisher nicht um Roboter im eigentlichen Wortsinn.
Roboter sind auch ein beliebter Gegenstand in der Science-Fiction. Dort gibt es menschenartige Roboter, die oft über künstliche Intelligenz verfügen. Sind sie auch noch reine Fiktion, so prägen Isaac Asimovs Robotergesetze durchaus schon das Denken über Roboter.
Eine zusätzliche, bereits in sehr einfacher Form realisierte Variation des Roboters ist der Cyborg als Verschmelzung von Roboter-Technologie mit der menschlichen Anatomie. Moderne industrielle Anwendungen sind sogenannte Cobots, die zum Zusammenwirken mit menschlichen Arbeitskräften dienen. Androiden – künstliche menschenähnliche Wesen – können Roboter sein, Roboter müssen aber nicht unbedingt Androiden sein. Ein erster weit entwickelter Ansatz ist der Roboter ASIMO der Firma Honda. Das Themenfeld wird beispielsweise durch Biomechatronik abgedeckt und umfasst auch die Erschließung neuer Werkstoffe – beispielsweise für Kontinuumsroboter (Soft Robotics) oder als Sonderfall der Nekrobotik – sowie ein erweitertes Spektrum verschiedenster Größenordnungen. Künftige Robotik künftig werde demnach ähnlich wie maschinelles Lernen als Converging Technology noch enger mit grundlegenden Fragen nach den Wirkprinzipien des Lebens einhergehen und demnach mit den Life Sciences verschmelzen. Beispielhaft, wenn auch im Stadium der Grundlagenforschung, seien die Nutzung von Myzelium als Biosensor zur hochsensiblen Ansteuerung von Aktoren und die Verwendung von Brain-Computer-Interfaces (BCI) als Nutzerschnittstelle genannt.

## Roboter für die Bildung
Roboter sind auch zunehmend in der Bildung Thema. Es gibt Roboter für die Grundschule, Roboter für die Sekundarschule oder das Abitur (weiterführende Schulen), Roboter für die Hochschule und Roboter für Berufsausbildung. Eine Sonderform der Roboter für Bildung sind Rover, die zum Beispiel im Rahmen von Raumfahrt-Bildung an Einrichtungen in Deutschland entwickelt und erprobt werden. Meist sind diese spezialisierten Roboter als Rover für ein konkretes Ziel oder einen Wettbewerb vorgesehen. Auf der Maker Faire 2016 in Berlin wurde ein Rover mit dem Namen "EntdeckerRover" ER2 vorgestellt, der für Bildung und Freizeit geeignet ist und auch für die verschiedenen Bildungsbereiche angepasst werden kann. Andere Systeme gibt es meist in Plastik von anderen Herstellern und Projekten.
Roboter und die Sonderform Rover unterstützen in Deutschland und Österreich meist die Bildung im Bereich der MINT-Fächer, die in vielen englischsprachigen Ländern auch die STEM-Fächer bzw. die STEM-Ausbildung (Education) genannt werden. Es geht also auch um die Förderung von Naturwissenschaft und Technik-Bildung bzw. Technologie-Wissen sowie die Themen Informatik und Mathematik. Mathematik hat insbesondere Bedeutung für anspruchsvolle Robotik Roboter und Rover, wie zum Beispiel im Raumfahrt und Luftfahrt Bereich.

## Robotik und Militär

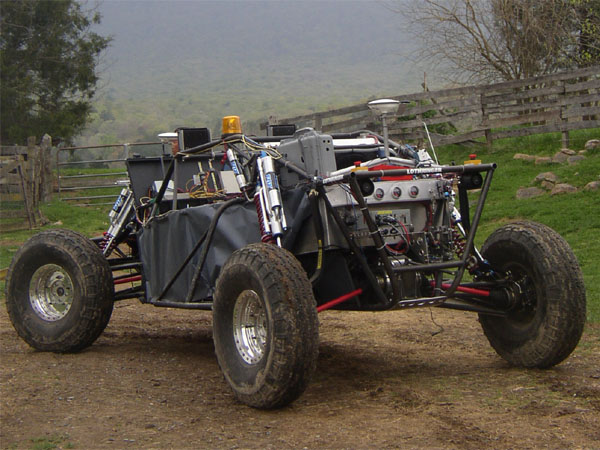
Autonomer Roboter (Grand Challenge 2005)

Zuletzt stellen auch in der Militärtechnologie unbemannte Drohnen, oder Roboter zur Kriegsführung keine Science Fiction mehr dar, sondern Realität.
Die DARPA, militärische Forschungseinrichtung des Verteidigungsministeriums der Vereinigten Staaten, hat erstmals im Juni 2004 im Grand Challenge ein Preisgeld von einer Million US-Dollar ausgeschrieben. Die unbemannten Fahrzeuge der Teilnehmer sollten selbstständig in 10 Stunden quer durch die Mojave-Wüste ein Ziel in rund 280 Kilometern Entfernung erreichen. Obwohl das erfolgreichste Fahrzeug nur etwa 18 Kilometer weit kam und danach umkippte und in Flammen aufging, wurde das Preisgeld auf zwei Millionen US-Dollar für den nächsten Wettbewerb erhöht.
Bei der Wiederholung des Wettbewerbs 2005 erreichten bereits vier Fahrzeuge das Ziel. Das Siegerfahrzeug erreichte eine Durchschnittsgeschwindigkeit von knapp 30 km/h.

## Robotik und Sicherheit

### Risiko und Gefahren
Sicherheitsrichtlinien für Roboter ergeben sich aus dem jeweiligen Einsatzbereich und dem Robotertyp. Industrieroboter werden durch gesetzlich vorgeschriebene Sicherheitsvorkehrungen wie Käfige, Gitter, Lichtschranken oder andere Barrieren abgesichert. Mit zunehmender Autonomie jedoch benötigen gegenwärtige oder zukünftige, komplexere Robotersysteme den Umständen entsprechend angepasste Sicherheitsvorkehrungen. Durch den vielfältigen Einsatz von Robotern ist es jedoch schwierig, universelle Sicherheitsregeln für alle Roboter aufzustellen. Auch die von Science-Fiction-Autor Isaac Asimov in seinen Romanen aufgestellten „Drei (bzw. vier) Regeln der Robotik“ (Robotergesetze) können nur als ethische Richtlinien für eine mögliche Programmierung verstanden werden, da unvorhersehbare Situationen vom Roboter nicht kalkulierbar sind. Je autonomer ein Roboter im Umfeld des Menschen agiert, desto größer ist die Wahrscheinlichkeit, dass Lebewesen oder Gegenstände zu Schaden kommen werden. Ebenso ist die Vorstellung umstritten, dass Roboter dem Menschen Schutz bieten können – nicht zuletzt aufgrund der Unschärfe des Begriffes Schutz. Dass hier keine absoluten Werte programmiert werden können, zeigt sich parallel in der Diskussion über das Spannungsverhältnis zwischen Schutz und Bevormundung. Diese Problematik wird zum Beispiel im Film I, Robot thematisiert, wo auf Grund einer berechneten „Überlebenswahrscheinlichkeit“ ein Mann durch einen Roboter aus einem ins Wasser gestürzten Auto gerettet wird, während ein Kind in einem ebenfalls sinkenden Auto ertrinkt. Ein Mensch hätte wahrscheinlich statt auf Grund einer abstrakten Überlebenswahrscheinlichkeit eher nach ethisch-moralischen Prinzipien gehandelt und zuerst das Kind gerettet.

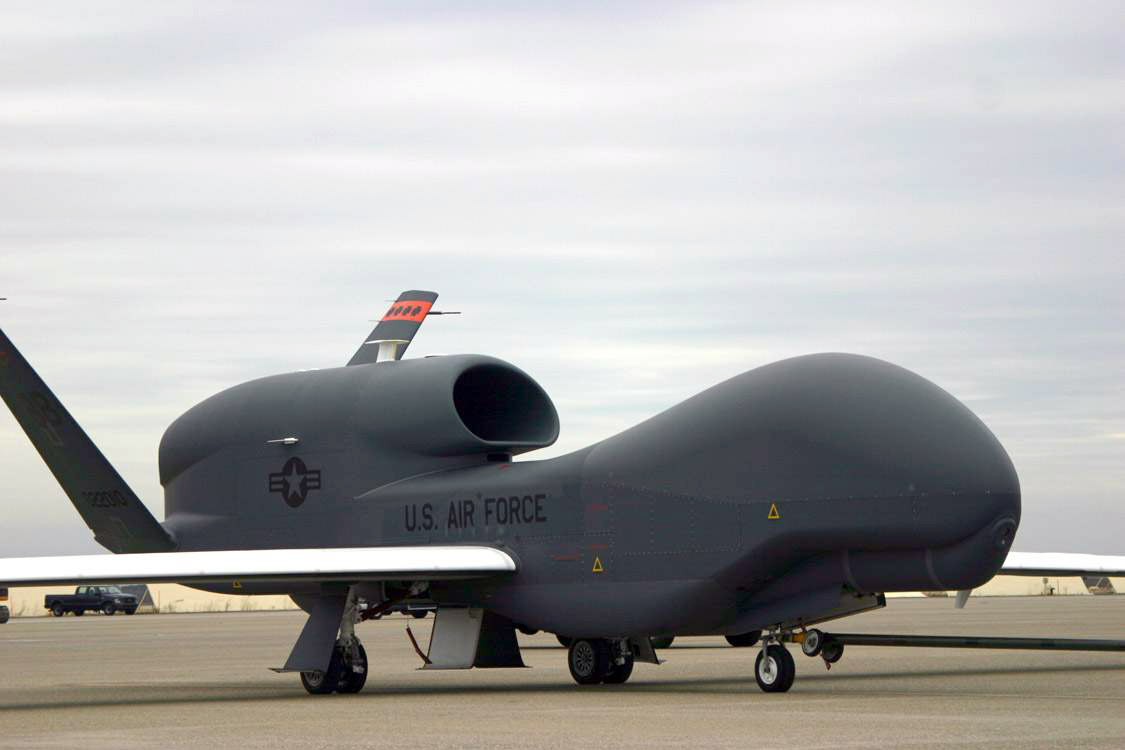
Global Hawk, eine Drohne

Zur Gruppe der Roboter gehören auch autonome Waffen- oder Aufklärungssysteme wie Smart Bombs, unbemannte Drohnen, Wachroboter oder zukünftig denkbare autonome Kampfroboter. Werden solche gefährlichen Maschinen zur Kriegführung verwendet, wird die Frage nach ethischen Werten in der Programmierung ggf. überflüssig und es zeigt sich, dass die Forderung nach universellen Sicherheitsmaximen für alle Anwendungsgebiete und Robotertypen offenbar eine nur schwer zu lösende Aufgabe darstellt. Die Berücksichtigung ethischer Werte in der Verwendung von Robotern ist auch kein Thema, dem die Menschheit erst in der Zukunft gegenüberstehen wird. Bereits im Zweiten Weltkrieg wurden Schiffe durch Torpedos mit Navigationssystem versenkt, oder Gebäude durch V1-Marschflugkörper zerstört, die durch ihre Funktionsweise Input, Processing and Output der Definition eines Roboters entsprechen. Auch gegenwärtig werden Menschen gezielt von komplexen, autonom agierenden Maschinen direkt oder indirekt verletzt oder getötet.
Im April 2008 wurde eine SWORDS genannte Bauserie autonom agierender bewaffneter Roboter für den Einsatz im Irakkrieg durch das amerikanische Verteidigungsministerium aus dem Dienst zurückgezogen, da sich bei mehreren Vorfällen der Waffenarm des Roboters gedreht hatte, obwohl dies in der jeweiligen Situation nicht vorgesehen war. Obwohl bei den Vorfällen niemand verletzt worden war, wurden die Roboter daraufhin als unsicher eingestuft, und der Feldeinsatz abgebrochen.

## Rechtsfragen der Robotik
Ein Roboter ist ein technisches System mit einem eingebetteten Computersystem; die Systeme stehen miteinander in Wechselwirkung. Dabei hat das Computersystem die Aufgabe, das technische System, in das es eingebettet ist, zu steuern, zu regeln oder zu überwachen (EuGH, 3. Juli 2012 - C-128/11 = NJW 2012, 2565).
Ein Embedded System besteht immer auch aus sog. Embedded Software. Ohne diese Embedded Software wäre ein Roboter sicherlich nicht zu verwenden, was aber natürlich auch für die meisten (intelligenten) Maschinen von der Waschmaschine bis hin zu komplexen Fertigungsstraßen oder Großflugzeugen gilt. Bereits vor der EuGH Entscheidung (EuGH, 3. Juli 2012 - C-128/11 = NJW 2012, 2565) zur Weiteräußerung von Gebrauchtsoftware wurde im TRIPS-Abkommen und WIPO-Urheberrechtsvertrag (WCT) festgelegt, dass Hardware mit Embedded Software frei gehandelt werden darf (Vander, CR 2011, 77 (78-79)). Es besteht zudem auch Einigkeit darüber, dass Embedded Software auch nicht als wesentliche Elemente einer Vermietung zu zählen und somit für Vermietung von Hardware (z. B. Roboter), die von einer Embedded Software gesteuert wird, kein Vermietrecht im Sinne von § 69 c Abs. 3 UrhG explizit übertragen werden muss, auch wenn einige Autoren auf eine Einzelfallbetrachtung verweisen (Grützmacher in Wandtke/Bullinger, UrhR, 3. Auflage 2009, § 69 c Rn. 48). Im Ergebnis bleibt daher festzuhalten, dass Roboter veräußert und vermietet werden dürfen, ohne dass es zusätzlicher Rechte bedarf.
In Deutschland lassen sich Patente durch das Patentgesetz (PatG) schützen, in der EU schützt das Europäische Patentübereinkommen (EPÜ) Patente. Das PatG definiert im ersten Abschnitt (§§ 1 – 25 PatG) ein Patent. Gem. § 1 Abs. 1 PatG werden Patente für Erfindungen auf allen Gebieten der Technik erteilt, sofern sie neu sind, auf einer erfinderischen Tätigkeit beruhen und gewerblich anwendbar sind.
Nach § 3 Abs. 1 PatG und Art. 54 EPÜ gilt eine Erfindung als neu, wenn sie nicht zum Stand der Technik gehört. Der Stand der Technik umfasst alle Kenntnisse, die vor dem für den Zeitrang der Anmeldung maßgeblichen Tag durch schriftliche oder mündliche Beschreibung, durch Benutzung oder in sonstiger Weise der Öffentlichkeit zugänglich gemacht worden sind; vgl. § 3 Abs. 1 S. 2 PatG. Bei Robotern muss also der Patentanmelder darlegen, dass sein Roboter neue Funktionen hat, welche nicht zum Stand der Technik gehören (z. B. zur Lauffähigkeit von Robotern).
Des Weiteren muss es sich um eine Erfindung handeln. Patentierbare Erfindungen sind technische Lehren zum planmäßigen Handeln, die einen kausal übersehbaren Erfolg unter Einsatz beherrschbarer Naturkräfte ohne Zwischenschaltung verstandesmäßiger Tätigkeiten reproduzierbar herbeiführen (BGH, 27. März 1969 - X ZB 15/67 = BGHZ 52, 74; NJW 1969, 1713; GRUR 1969, 672). Eine technische Weiterentwicklung eines Roboters ist nur dann eine patentierbare Erfindung, wenn sie sich für „den durchschnittlichen Fachmann, der den gesamten Stand der Technik kennt“ (eine Rechtsfiktion, keine reale Person), nicht in naheliegender Weise aus dem Stand der Technik ergibt, vgl. § 4 S. 1 PatG, Art. 56 S. 1 EPÜ. D. h., es fehlt an Erfindungshöhe, wenn man von diesem Fachmann erwarten kann, dass er, ausgehend vom Stand der Technik auf diese Lösung alsbald und mit einem zumutbaren Aufwand gekommen wäre, ohne erfinderisch tätig zu werden. Im Bereich der Robotik sind somit nur Erfindungen patentierbar, die einen deutlichen Fortschritt in der Entwicklung von Robotertechnologien darstellen. Dies muss sich aber nicht auf den Roboter als Ganzes beziehen, sondern kann sich auch auf einzelne Komponenten, wie ein Roboterarm oder eine Funktionsweise zur Fortbewegung beziehen.
Zudem muss die Erfindung gem. § 5 Abs. 1 PatG, Art. 57 EPÜ auf irgendeinem gewerblichen Gebiet anwendbar sein. Dabei wird der Begriff der gewerblichen Anwendbarkeit vom Europäischen Patentamt weit ausgelegt und ist in der Praxis von untergeordneter Bedeutung. Ausreichend ist es, dass die Erfindung in einem technischen Gewerbebetrieb hergestellt oder sonst verwendet werden kann. Es kommt auch nicht darauf an, ob man mit der Vorrichtung oder dem Verfahren „Geld machen“ kann, maßgebend ist allein, dass der beanspruchte Gegenstand außerhalb der Privatsphäre verwendet werden kann. Die meisten Erfindungen im Bereich der Robotik sind auf einem kommerziellen Erfolg ausgerichtet, sei es z. B. bei der Erschaffung von Haushaltshilfen oder Roboter für Operationen. Dies liegt schon in der Natur der Sache, da die Erfindung von Robotertechnologien enorme Investitionen verlangen und diese von den Investitionsgebern mit Gewinn zurückgefordert werden.
Die maximale Laufzeit eines Patents beträgt gem. § 16 PatG und Art. 63 Abs. 1 EPÜ 20 Jahre ab dem Tag nach der Anmeldung. Gemäß § 16a PatG, Art. 63 Abs. 2 b) EPÜ i. V. m. VO (EWG) Nr. 1768/92 kann allerdings für Erfindungen, die erst nach aufwändigen Zulassungsverfahren wirtschaftlich verwertet werden können, ein ergänzendes Schutzzertifikat erteilt werden, das die Patentlaufzeit dann um maximal fünf Jahre verlängert. Durch die langen Entwicklungszyklen in der Robotik sollte dies regelmäßig Anwendung finden.
Nach § 1 Abs. 2 und 3 PatG und Art. 52 Abs. 2 und 3 EPÜ können wissenschaftliche Theorien und mathematische Methoden, wie Baupläne für einen Roboter nicht als Patent geschützt werden. Das Gleiche gilt für Design und Erscheinungsbild eines Roboters, da ästhetische Formschöpfungen nicht patentrechtlich geschützt werden können.
Ein Fehlverhalten eines Roboters, stammt es nun aus dem Autonomiebestreben oder einem sonstigen Grund, zieht immer eine Reihe von Haftungsfragen nach sich. Diese können sich zum einen aus einer vertraglichen Pflichtverletzung gem. § 280 Abs. 1 BGB, zu, anderem dem Deliktsrecht nach § 823 BGB gegenüber fremden Dritten oder auch aus dem Produkthaftungsgesetz ergeben.
Wird ein Roboter im Rahmen eines Vertragsverhältnis (z. B. Miete) bei einer anderen Vertragspartei tätig und erzeugt der Roboter dabei Schäden bei dieser Partei, so stellt dies sicherlich eine Pflichtverletzung i. S. v. § 280 BGB dar. Ein durch die Medien bekannt gewordener Fall ist die Verwendung des ROBODOC von Integrated Surgical System, welches zu zahlreichen Schadensersatzforderungen geführt hat (BGH, 13. Juni 2006 - VI ZR 323/04 = BGHZ 168, 103; NJW 2006, 2477).
Gem. § 249 S. 1 BGB hat der Schuldner, der zum Schadensersatz verpflichtet ist, den Zustand herzustellen, der bestehen würde, wenn der zum Ersatz verpflichtende Umstand nicht eingetreten wäre. Dabei soll der Schädiger allen Schaden ersetzen, der durch das zum Ersatz verpflichtende Ergebnis eingetreten ist (sog. Totalreparation). Außer der Regel der Totalreparation wird in § 249 S. 1 BGB noch ein weiterer Grundsatz des Schadensrechts ausgedrückt, nämlich das Prinzip Herstellung oder des Naturalersatzes (sog. Naturalrestitution). Hierbei soll der Schädiger den Zustand in Geld herstellen, der ohne das Schadensereignis bestünde.
Eine in der Zukunft sicherlich immer wichtigere Frage wird sein, wer für die von einem Roboter auf Basis Künstlicher Intelligenz (KI) gefällte Entscheidung haftet. So ist sicherlich zu vertreten, dass derjenige haften muss, der die Roboter verwendet, da er für die Verkehrssicherheit des eingesetzten Roboters haftet und für entsprechende Sicherungsmaßnahmen sorgen muss. In einem vertraglichen Verhältnis ergeben sich diese sicherlich aus dem allgemeinen Sorgfaltspflichten des Schuldverhältnis, vgl. § 280 Abs. 1 BGB, gegenüber Dritten sicherlich aus dem Deliktsrecht, §§ 823 ff BGB.
Grundsätzlich könnte der Hersteller nach dem Produkthaftungsgesetz (ProdHaftG) haften. Voraussetzung der Produkthaftung ist gemäß § 1 Abs. 1 S. 1. ProdHaftG ist u. a., dass ein Fehler der schadensursächlichen Sache vorlag (sprich im Roboter). Ein solcher Fehler könnte ggf. vorliegen, wenn der Hersteller keine geeigneten Sicherheitsmaßnahmen in der Programmierung der Steuerungssoftware des Roboters eingebaut hat. Der Hersteller haftet jedenfalls nicht, wenn der Roboter den schadenursächlichen Fehler zum Zeitpunkt des In-Verkehr-Bringens noch nicht aufwies (Palandt Sprau Kommentar zum BGB 69. Auflage 2009 § 1 ProdHaftG Rn. 17). und wenn der Fehler nach dem Stand der Wissenschaft und Technik in dem Zeitpunkt, in dem der Hersteller das Produkt in den Verkehr brachte, nicht erkannt werden konnte, vgl. § 1 Abs. 2 Nr. 5 ProdHaftG. Dennoch muss der Hersteller von Robotern Sicherungsmaßnahmen in einen Roboter (und vor allem in der Software) einbauen, so dass keine Schäden, selbst nach einem KI-Lernprozess erfolgen können. In der Science-Fiction-Literatur wurden z. B. hierzu von Isaac Asimov die drei Gesetze der Robotik entwickelt (Asimov Alle Roboter-Geschichten 3. Auflage 2011, Kurzgeschichte Herumtreiber (englisch Runaround) S. 276–295). Ob solche eher philosophischen Gesetze ausreichend sind, lässt sich heute noch nicht beurteilen, sicher ist aber, dass den Hersteller und Entwickler von Robotern eine entsprechende Pflicht zur Verkehrssicherheit trifft. Die Aufrechterhaltung dieser Verkehrssicherungspflichten trifft dann aber nicht mehr den Hersteller, sondern den Halter bzw. Eigentümer des Roboters. Hier finden die Grundsätze zum Umgang mit gefährlichen Sachen Anwendung. Als eine gefährliche Sache wird z. B. ein Kfz gesehen, von dem eine gewisse Betriebsgefahr ausgeht. Der Hersteller produziert ein Auto, welches die entsprechenden Anforderungen zur Zulassung eines Kfz erfüllt, während der Halter dafür sorgen muss, dass sich das Fahrzeug ständig in verkehrssicherem Zustand befindet (BGH, 14. Oktober 1997 - VI ZR 404/96 = NJW 1998, 311). Insbesondere gilt dies bei einer Garantenstellung gegenüber Dritten (BGH, 24. April 1979 - VI ZR 73/78 = NJW 1979, 2309). Gleiches sollte auch für die Herstellung und Verwendung von Roboter Anwendung finden.
Der Hersteller haftet nicht für Entwicklungsfehler (§ 1 Absatz 2 Nr. 5 Produkthaftungsgesetz). Ein Entwicklungsfehler liegt aber nur dann vor, wenn er zum Zeitpunkt, in dem der Hersteller den Roboter in Verkehr brachte, nach dem Stand der Wissenschaft und Technik noch nicht erkannt werden konnte (Palandt Sprau Kommentar zum BGB 69. Auflage 2009 § 1 ProdHaftG Rn. 21). Der Haftungsausschluss betrifft nur Konstruktions- nicht aber Fabrikationsfehler (BGH, 9. Mai 1995 - VI ZR 158/94 = BGHZ 129, 353; NJW 1995, 2162). Der Fehler ist nicht erkennbar, wenn die potenzielle Gefährlichkeit des Roboters nach der Summe an Wissen und Technik, die allgemein, nicht nur in der betreffenden Branche und national, anerkannt ist und zur Verfügung steht und von niemandem erkannt werden konnte, weil diese Erkenntnismöglichkeiten noch nicht vorhanden war (Palandt Sprau Kommentar zum BGB 69. Auflage 2009 § 1 ProdHaftG Rn. 21.).
Die Haftung für die Beschädigung von Sachen ist im Produkthaftungsgesetz begrenzt auf andere Sachen als das fehlerhafte Produkt, welche zum privaten Ge- oder Verbrauch bestimmt waren und hierzu vom Geschädigten hauptsächlich verwendet wurden (Palandt / Sprau Kommentar zum BGB 69. Auflage 2009 § 1 ProdHaftG Rn. 7.). Diese Formulierung schließt u. a. Schäden an Erzeugnissen im Rahmen einer geschäftlichen Tätigkeit aus (Eisenberg/Gildeggen/Reuter/Willburger: Produkthaftung. 1. Auflage. München 2008, § 1 Rn. 5.).
Eine wichtige Haftungsvoraussetzung ist in § 1 Abs. 2 Nr. 1 ProdHaftG geregelt. Danach ist die Haftung des Produzenten für den Fall ausgeschlossen, dass er das Produkt nicht in den Verkehr gebracht hat. Der Hersteller und auch der Quasihersteller, bringen ein Produkt in Verkehr, sobald er sich willentlich der tatsächlichen Herrschaftsgewalt über das Produkt begibt, z. B. dadurch, dass er es ausliefert, in den Vertrieb, in die Verteilerkette oder in den Wirtschaftskreislauf gibt (EuGH, 9. Februar 2006 - C-127/04 = Slg. 2006, I-1313; NJW 2006, 825; EuZW 2006, 184; NZV 2006, 243).
Schwierig wird sicherlich die Frage der Abgrenzung der Haftung zwischen dem Hersteller eines Roboters und dem Verwenders eines Roboters, insbesondere dann, wenn sich der Roboter und seine Embedded Software durch KI-Prozesse autonom weiterentwickelt haben. Zur Absicherung des Geschädigten könnte man dann auf den Gedanken kommen, dass Hersteller und Verwender des Roboters als Gesamtschuldner haften.

### Unfälle
Die meisten Unfälle mit Robotern entstehen während der Wartung oder Programmierung des Roboters, nicht etwa im geregelten Betrieb. Am 21. Juli 1984 wurde in Michigan, USA, der erste Mensch von einem Industrieroboter getötet. Der Roboter bewegte Werkstücke einer Druckgussmaschine. Der 34 Jahre alte Fabrikarbeiter hatte bereits 15 Jahre Arbeitserfahrung im Druckgießen und erst drei Wochen vor dem Unfall eine einwöchige Roboterschulung abgeschlossen. Er wurde zwischen der vermeintlich sicheren Rückseite des Roboters und einem Stahlpfosten zu Tode gedrückt, als er gegen jede Warnung in den Gefahrenbereich des Roboters kletterte, um verstreute Produktionsreste zu entfernen. Das amerikanische National Institute for Occupational Safety and Health (NIOSH) bietet Richtlinien für Roboterkonstruktion, Training und Anleitung der Mitarbeiter an.

## Roboter-Wettbewerbe

### Programme für Kinder, Jugendliche und Studenten
In vielen Ländern haben Kinder, Jugendliche und Studenten Gelegenheit, an Robotik-Programmen teilzunehmen. Sie bilden Teams, von denen jedes vor der Aufgabe steht, einen mit Motoren und Sensoren ausgestatteten Roboter so zu programmieren, dass er auf einem Spielfeld in einem bestimmten Zeitrahmen autonom oder per Fernsteuerung vorgegebene Aufgaben lösen kann, zum Beispiel Objekte zu sortieren und an bestimmte Orte zu bringen. In einem Teil der Programme umfasst die Aufgabe auch den Entwurf und Bau des Roboters (Freistil); in anderen kommen vorgefertigte Roboter zum Einsatz. Die Teamarbeit mündet in Wettbewerbe, von denen viele auf internationalem Niveau durchgeführt werden.
| Wettbewerb               | Robotertyp                                                        | Kontrolle                                       | Kontrollsystem                                             | Programmiersprachen                                 | Spielfeldgröße                        | Zahl der Teams im Spielfeld | Altersgruppe                                  | Zahl der Teams             | Ursprungsland      |
| ------------------------ | ----------------------------------------------------------------- | ----------------------------------------------- | ---------------------------------------------------------- | --------------------------------------------------- | ------------------------------------- | --------------------------- | --------------------------------------------- | -------------------------- | ------------------ |
| First Tech Challenge     | Freistil; Standardbausatz existiert, Verwendung ist aber optional | 30 Sekunden autonom, 120 Sekunden ferngesteuert | Fernsteuerung mit Android-Telefonen                        | Blocks, Java                                        | 3,66 × 3,66 m                         | 2:2                         | 12–18 Jahre                                   | 7.010 weltweit (2018/2019) |                    |
| VEX Robotics Competition | Freistil (ausschließlich VEX-Bausatz)                             | 15 Sekunden autonom, 105 Sekunden ferngesteuert | Fernsteuerung mit VEX-eigenem System                       | Blocks, C++, Modkit (VEX-eigene Programmiersprache) | 3,66 × 3,66 m                         | 2:2                         | 5–22 Jahre                                    | ca. 20.000 weltweit (2018) | Vereinigte Staaten |
| World Robot Olympiad     | Freistil (ausschließlich Lego)                                    | 120 Sekunden autonom                            | Steuerung mit Lego Mindstorms NXT oder Lego Mindstorms EV3 | keine Vorgaben                                      | 2,36 × 1,14 m                         | 1                           | 6-12 Jahre 8-12 Jahre 13-15 Jahre 16-19 Jahre | ca. 26.000 weltweit (2018) | Vereinigte Staaten |
| World Robot Olympiad     | Freistil                                                          | autonom                                         | keine Vorgaben                                             | keine Vorgaben                                      | -                                     | -                           | 8-12 Jahre 13-15 Jahre 16-19 Jahre            | ca. 26.000 weltweit (2018) | Vereinigte Staaten |
| World Robot Olympiad     | Freistil (ausschließlich Lego)                                    | 2 × 4 min autonom (Starter) 2 × 5 min autonom   | Steuerung mit Lego Mindstorms NXT oder Lego Mindstorms EV3 | keine Vorgaben                                      | 2,36 × 1,14 m (Starter) 2,43 × 1,82 m | 1:1                         | 8-15 Jahre (Starter) 8-19 Jahre               | ca. 26.000 weltweit (2018) | Vereinigte Staaten |

Weitere Wettbewerbe
- Carolo-Cup
- Deutscher RoboCupJunior
- Eurobot
- Field Robot Event
- Field Robot Junior
- Micromouse
- Robotchallenge in Wien
- Robo-One
- Robochallenge
- RoboCup
- Robodrome
- RoboGames
- RoboKing
- RobotLiga in Kaiserslautern

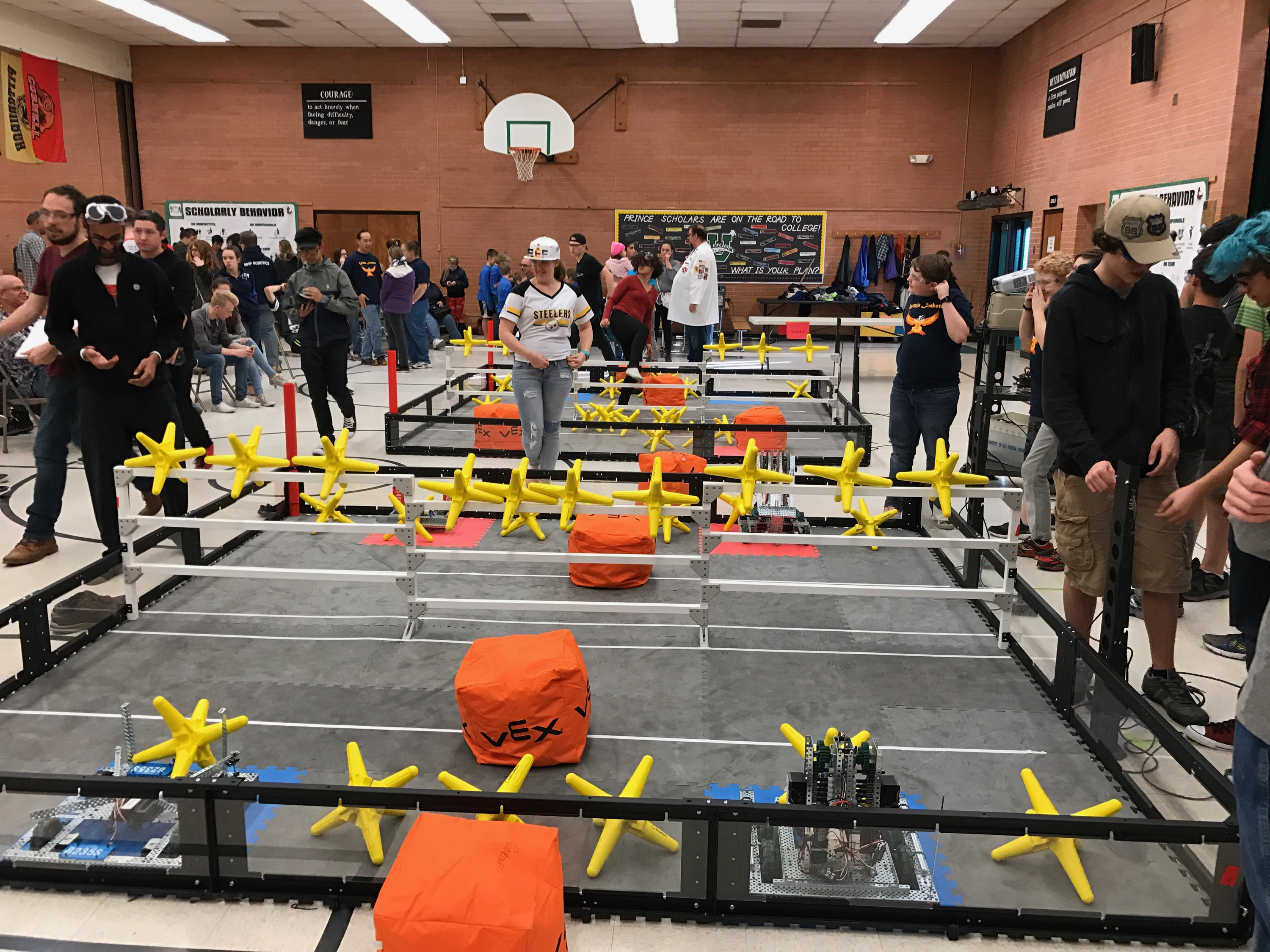
VEX Robotics Competition

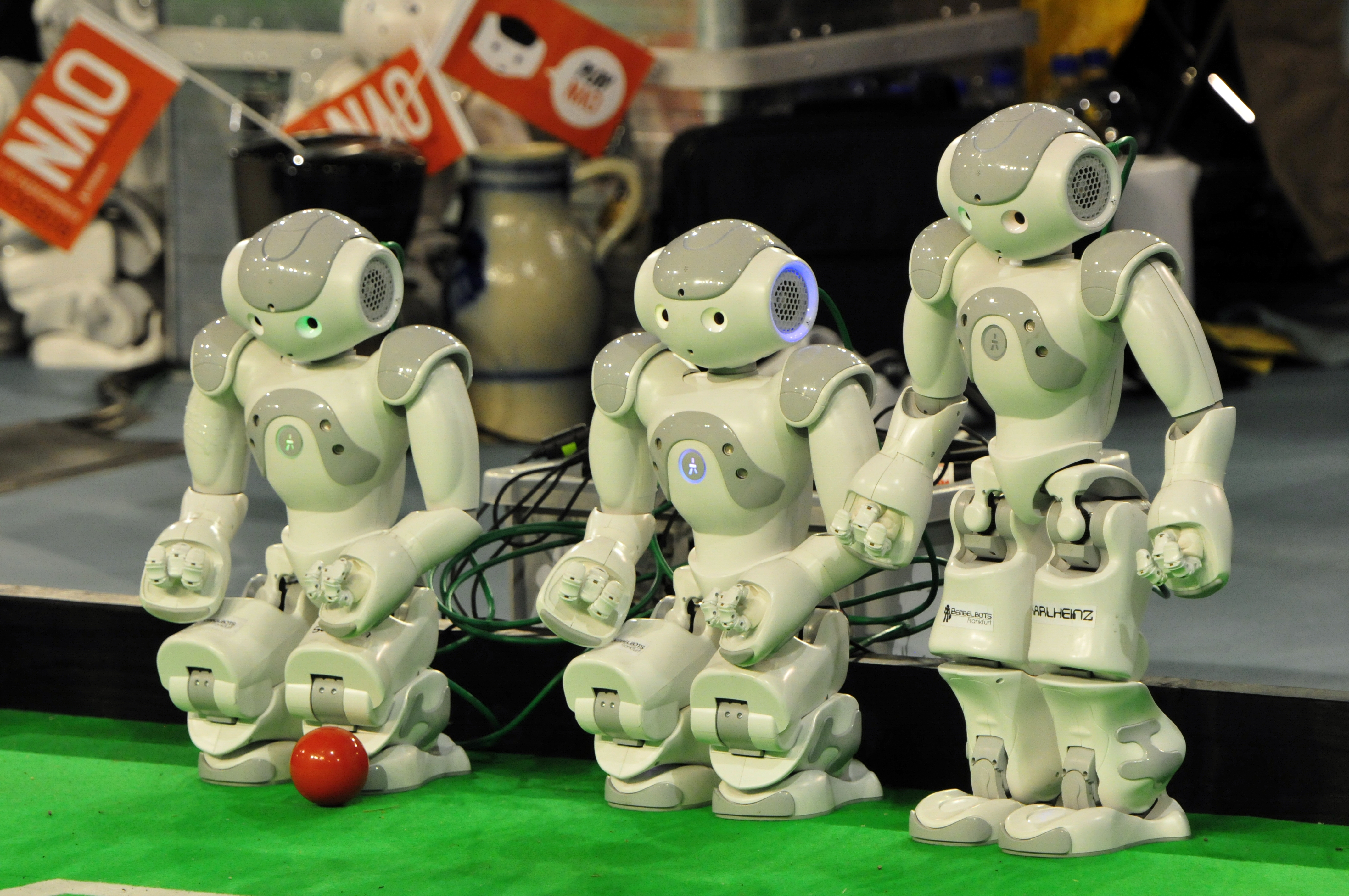
RoboCup

- Student Robotics in Southampton, Großbritannien

### Programme für Industrie und Forschung
- ELROB
- Google Lunar X-Prize
- Grand Challenge (nach 2007 eingestellt)
- SAUC-E

## Wissenschaftspreise in der Robotik
- Georges Giralt PhD Award
- euRobotics Technology Transfer Award[10]

## Forschungseinrichtungen
Forschungseinrichtungen im deutschsprachigen Raum sind unter anderem (in alphabetischer Reihenfolge):
- Arbeitsgruppe Robotik des Fachbereichs Mathematik und Informatik an der Universität Bremen
- Fachgebiet Navigation und Robotik an der Charité - Universitätsmedizin Berlin
- Fachgebiet Neuroinformatik und Kognitive Robotik der Technischen Universität Ilmenau
- Forschungsgruppe Robotik des Deutschen Forschungszentrums für Künstliche Intelligenz in Bremen
- Forschungsabteilung Kognitive Mobile Systeme[11] am Fraunhofer-Institut für Kommunikation, Informationsverarbeitung und Ergonomie FKIE, Fraunhofer-Gesellschaft, Wachtberg, früher FGAN
- Forschungsfeld Robotik der Technischen Hochschule Georg Agricola in Bochum
- Forschungsgruppe Wissensbasierte Systeme im Fachbereich Mathematik und Informatik der Universität Osnabrück
- Fraunhofer-Institut für Fabrikbetrieb und -automatisierung, Fraunhofer-Gesellschaft, Magdeburg
- Fraunhofer-Institut für Intelligente Analyse- und Informationssysteme, Fraunhofer-Gesellschaft, Sankt Augustin
- Fraunhofer-Institut für Produktionstechnik und Automatisierung, Fraunhofer-Gesellschaft, Stuttgart
- Labor für Neurorobotik am Institut für Informatik der Humboldt-Universität zu Berlin (HU)[12]
- Lehr- und Forschungsgebiet Autonome Systeme im Fachbereich Informatik und Kommunikation der Westfälischen Hochschule Gelsenkirchen[13]
- Lehrstuhl Autonome Intelligente Systeme der Uni Freiburg[14]
- Lehrstuhl für Industrielle Robotik und Produktionsautomatisierung, Technische Universität Dortmund
- Fachgebiet Intelligente Autonome Systeme, Technische Universität Darmstadt[15]
- Lehrstuhl für kognitive Robotik am Institut für Informatik der Humboldt-Universität zu Berlin (HU)
- Lehrstuhl für Produktionssysteme der Ruhr-Universität Bochum
- Lehrstuhl für Robotik und Eingebettete Systeme[16] an der Universität Bayreuth
- Lehrstuhl Robotics and Embedded Systems der TU München[17]
- Institut für Anthropomatik und Robotik am Karlsruher Institut für Technologie
- Institut für Automatisierungstechnik an der Universität Bremen
- Institut für Flugsystemtechnik, Abt. Unbemannte Luftfahrzeuge[18], DLR Braunschweig
- Institut für Getriebetechnik und Maschinendynamik an der RWTH Aachen[19]
- Institut für Mechatronische Systeme an der Leibniz Universität Hannover[20]
- Institut für Roboterforschung, Technische Universität Dortmund
- Institut für Robotik und kognitive Systeme an der Universität zu Lübeck
- Institut für Robotik und Prozessinformatik an der TU Braunschweig
- Institut für Robotik[21] an der Johannes Kepler Universität Linz
- Mechatronik/Robotik an der Fachhochschule Technikum Wien
- Research Institute for Cognition and Robotics – CoR-Lab an der Universität Bielefeld
- RoboLab der Fachhochschule Nordwestschweiz FHNW[22]
- Institut für Robotik und Mechatronik im Robotik und Mechatronik Zentrum des DLR Oberpfaffenhofen
- Arbeitsgruppe für Robotersysteme[23] an der Technischen Universität Kaiserslautern
- Scientific Automation am Fraunhofer-Institut für Entwurfstechnik Mechatronik, Paderborn

## Rezeption
- Ausstellung Hello Robot, Vitra Design Museum, Weil am Rhein, bis 14. Mai 2017.[24]